# Spes non confundit
Spes non confundit (Naděje nezklame) je papežská bula papeže Františka vydaná v Římě 9. května 2024, ve 12. roce jeho pontifikátu. Týká se vyhlášení jubilea roku 2025.